# Abalone (jeu)
Pour les articles homonymes, voir Abalone.

Logo du jeu

Abalone (en anglais, le préfixe « ab- » signifie « jamais », et « alone » signifie « seul »), est un jeu de stratégie combinatoire abstrait où s’affrontent deux joueurs. Le jeu, d'origine française, a remporté le Gobelet d’Or au Concours de créateurs de jeux de Boulogne-Billancourt en 1988 sous le nom de Sumito. Dès l’année suivante, le jeu fut édité et s'est vendu à 4,5 millions d'exemplaires, dans plus de 30 pays ; actuellement, le jeu a été vendu à plus de 10 millions d'exemplaires.
Abalone S.A. commercialise le jeu d’Abalone jusqu'en 2010, où elle est rachetée par Asmodée Éditions.

## Règles du jeu

### Principes globaux
Un joueur joue avec des billes blanches, l’autre avec des billes noires. Le but du jeu est d’être le premier à faire sortir 6 billes adverses du plan de jeu en les poussant avec ses propres billes dans une zone autour du plateau.

#### Matériel et mise en place
- Le tablier de jeu est un hexagone percé de 61 cercles supportant les billes. Les 61 cercles sont entourés d'une rigole. Le tablier est parfois appelé hexagone ou plateau.
- Chaque joueur dispose de 14 billes disposées sur qui sont placées au départ selon la position indiquée dans les règles (sur 3 rangées).

#### Déroulement de la partie
Le joueur possédant les billes noires commence.
À tour de rôle les joueurs déplacent 1, 2 ou 3 billes d’un mouvement vers des cases voisines. Le déplacement peut se faire en ligne ou latéralement.

Position de départ classique dans le jeu standard.
Le joueur avec les billes noires commence. Il décide de déplacer latéralement un ensemble de trois billes contiguës.
Blanc répond par un mouvement en ligne, toujours de trois billes. Il aurait pu choisir de n’en déplacer que deux ou même une seule.

Pour pouvoir pousser les billes de son adversaire, le joueur doit se trouver en position de sumito, c’est-à-dire en supériorité numérique. Une ligne de 3 billes ou plus ne peut jamais être poussée par l’adversaire. Les sumitos possibles sont donc :
- le 3 contre 2,
- le 3 contre 1,
- le 2 contre 1.

Les trois sumitos possibles : 3 contre 2, 3 contre 1 et 2 contre 1.
Position après la poussée dans les trois cas.
Dans ces trois cas, Noir ne peut pas pousser. 1) 2 contre 2 : force insuffisante 2) Il est impossible de pousser 3 billes, même avec 4 ! 3) La bille noire à droite de la blanche empêche Noir d’effectuer une poussée.

#### Fin de la partie
Dès que la sixième bille d’un joueur est éjectée du tablier de jeu, son adversaire a gagné.

### Exemple de milieu de partie
Dans l’exemple suivant, aucun des adversaires n’a encore expulsé de bille. La notation utilisée est le système Aba-Pro.

C’est à Noir de jouer.
1. F5E5 : Noir défait deux alignements blancs.
1. — C4B3* : Blanc éjecte une bille noire
2. C2B2* : Noir éjecte une bille blanche

Remarque : il ne s’agit là que d’un exemple, les coups proposés n’étant en rien optimaux.

### Notation

X : g5, Y : c2, Z : h9

Pour noter les coups, on utilise les lettres A à I pour les lignes horizontales et les nombres 1 à 9 pour les diagonales nord-ouest/sud-est.
Pour noter les coups, les deux systèmes suivants sont les plus employés :

#### Aba-Pro
- un mouvement en ligne se codifie en écrivant les cases de départ et d’arrivée de la bille d’extrémité qui pousse les suivantes ;
- un mouvement latéral (en flèche) se codifie en écrivant les cases de départ des deux extrémités de la rangée, suivies de la position finale de la première de ces billes (il existe donc deux façons de codifier un mouvement latéral).

#### Nacre
Un mouvement se codifie en écrivant la case de départ d’une des billes de la couleur du joueur déplacées et la case d’arrivée d’une autre de celles-ci. Afin d’assurer l’unicité de cette notation, on ajoute la condition que les deux cases notées doivent être séparées d’une distance égale au nombre de billes de la couleur du joueur déplacées.

## Variantes du jeu
Abalone permet un grand nombre de variantes, que ce soit au niveau de la position de départ, des règles de déplacement et de poussée, ainsi que du but à atteindre.

### Variantes des placements au départ (deux joueurs).
La disposition de jeu standard, indiquée dans les règles, peut mener à un jeu statique dans le cas où les deux adversaires sont de nature plutôt défensive.
Il existe un certain nombre de variantes qui diffèrent uniquement par la position initiale des billes, et nombre de ces variantes présentent des groupes de billes plus « éclatés » qu’en variante standard, notamment les marguerites, dont la version dite belge est utilisée dans les tournois importants, comme l’AbaCup ou l’Olympiade des jeux de l’esprit organisée par la MSO (Mind Sports Worldwide).
Des joueurs d’Abalone ont imaginé d’autres variantes au fil du temps. Dans la plupart d’entre elles, les joueurs disposent toujours de 14 billes chacun. Certaines, en revanche, donnent un avantage numérique à l’un des joueurs, l’adversaire ayant un avantage positionnel en compensation.

#### Variantes les plus répandues

Face à face
Pyramide

Marguerite belge généralement employée en compétition
Marguerite allemande
Marguerite hollandaise
Marguerite suisse

Alien
Domination
Infiltration
The wall

Fujiyama
Snakes
Snakes variante

- Face à face
- Pyramide

#### Autres variantes équilibrées
Les variantes sont dites équilibrées car les positions de Noir et de Blanc sont parfaitement symétriques.

Le 6/9
Alliances
L’Atomouche (départ à 12 billes)
Cœurs croisés
L’Allienage
L’Araignée
La Boutonnière
Les Coins (départ à 13 billes)
Alitration
La Centrifugeuse
Duel
Damier
Infiltralien
La Couronne
Forçage
Labyrinthe
La Pieuvre
La Croix
La Roue
Star
Mosaïque
Tranchée
La Sibe (départ à 15 billes, impossible avec un seul jeu)
Intimidation

#### Quelques variantes déséquilibrées
Dans les variantes suivantes, les positions de Noir et de Blanc ne sont pas identiques. Parfois, il existe même un avantage numérique. Rappelons que c’est toujours Noir qui commence.

The Arrow
Domination vs Marguerite
Marguerite irlandaise
I’m a robot
Marguerite française
MQuorric 1
La Marguerite, la vraie !
Def Or Atak

### Variantes des placements au départ (3 à 6 joueurs).
Le jeu permet l'ajout de nouvelles couleurs afin d'augmenter le nombre de joueurs sur un même tablier. Ainsi, si la variante à trois joueurs est assez commune on peut également mener des parties à quatre, cinq ou six joueurs. Ces parties délaissent cependant l'aspect stratégique du jeux au profit de son aspect diplomatique. Il n'est pas précisé combien de billes doivent être éjectées avant la défaite mais il est courant de voir ce chiffre baisser proportionnellement au nombre de joueurs.
Le tablier avec six joueurs peut se jouer en équipes. Ainsi pour un placement à six couleurs de six billes on peut imaginer deux équipes de trois joueurs. La défaite peut alors intervenir après l'éjection de six billes sur les dix-huit que possède l'équipe.
A noter que la règle du sumito évolue: pour trois billes d'une même couleur il est possible de déplacer deux billes adverses de couleurs différentes. Si le jeu se déroule en équipes, deux couleurs d'une même équipe peuvent pousser une ou deux billes adverses.

Placements pour 3 joueurs
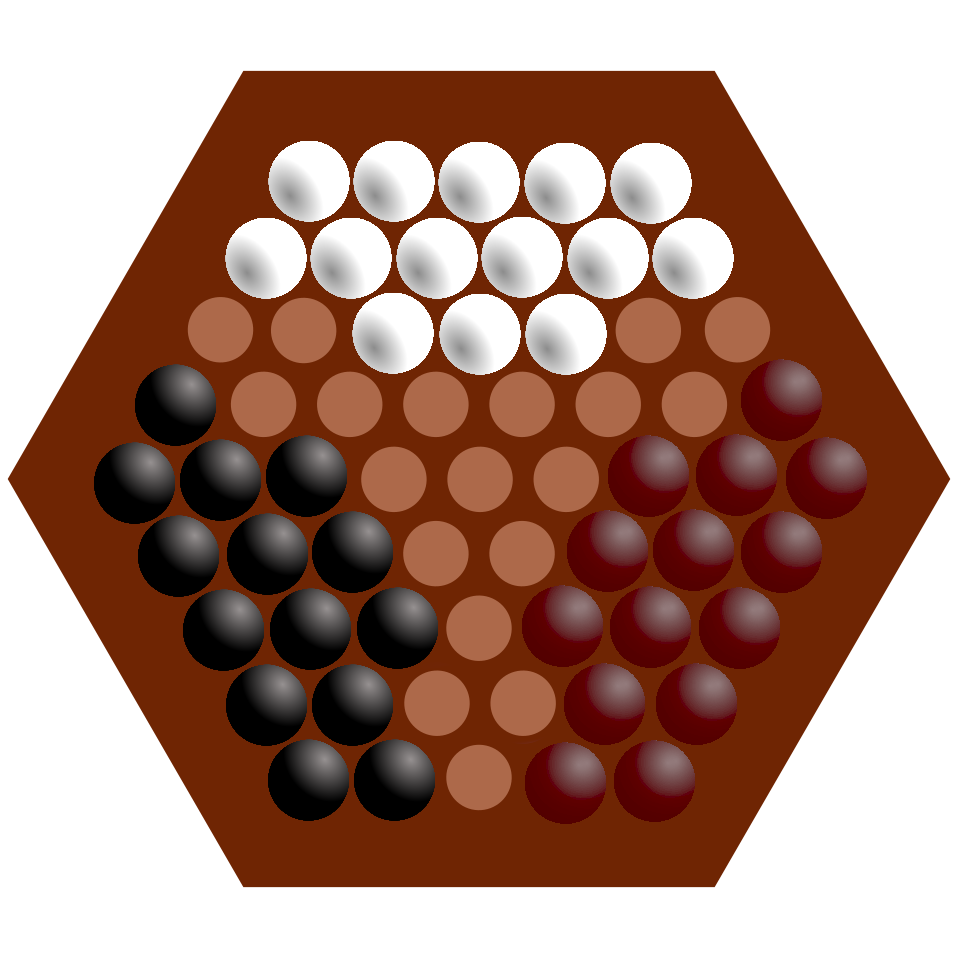
Classique à 3 joueurs
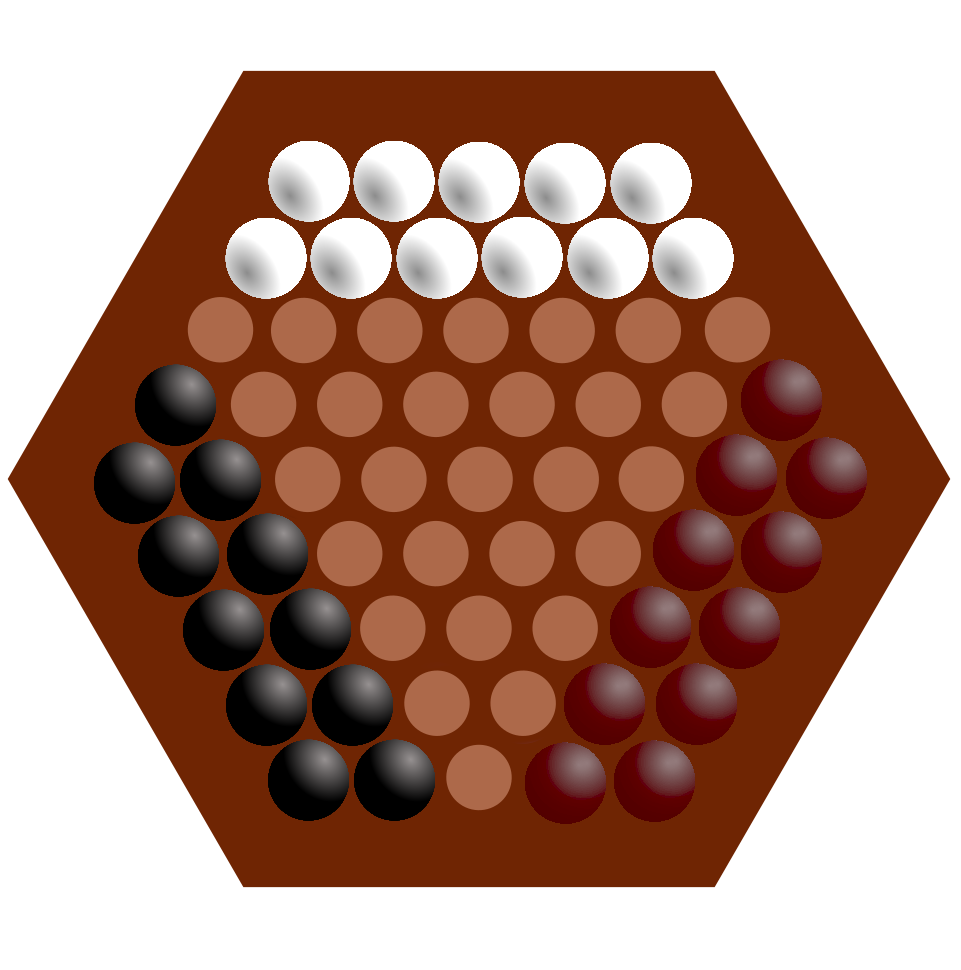
11 billes
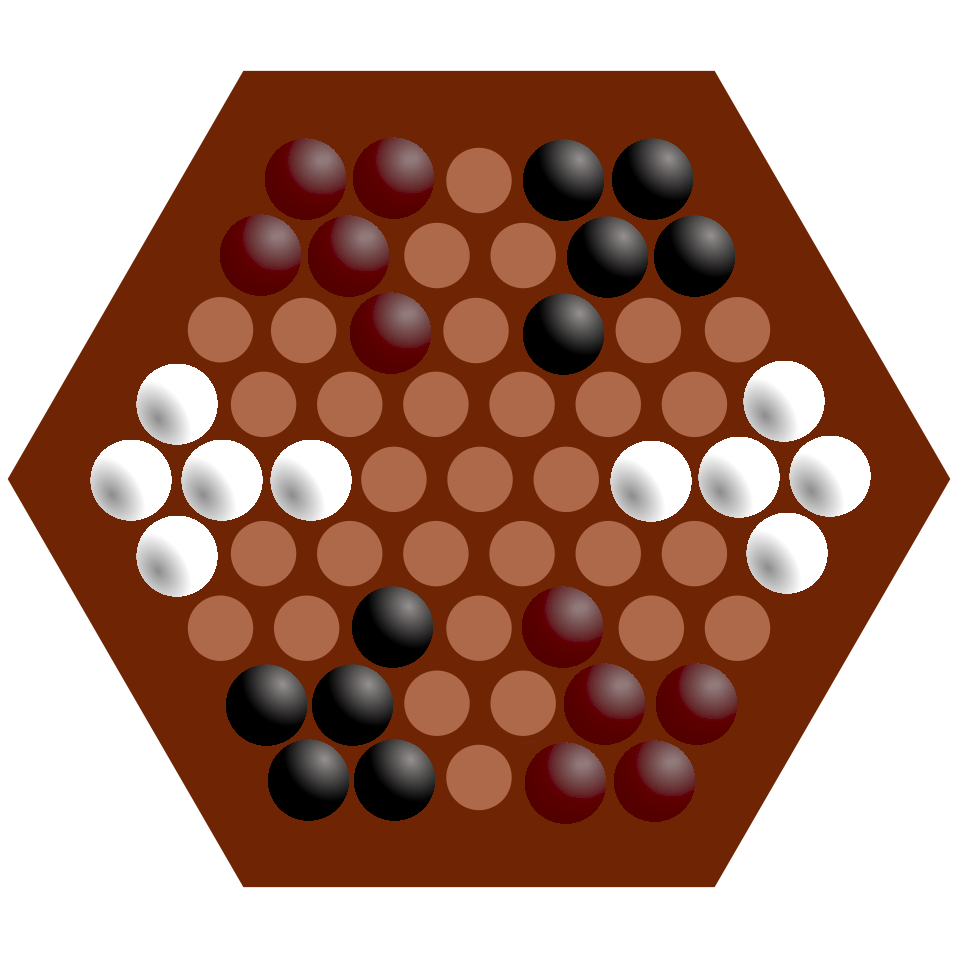
10 billes

Placements pour plus de 3 joueurs
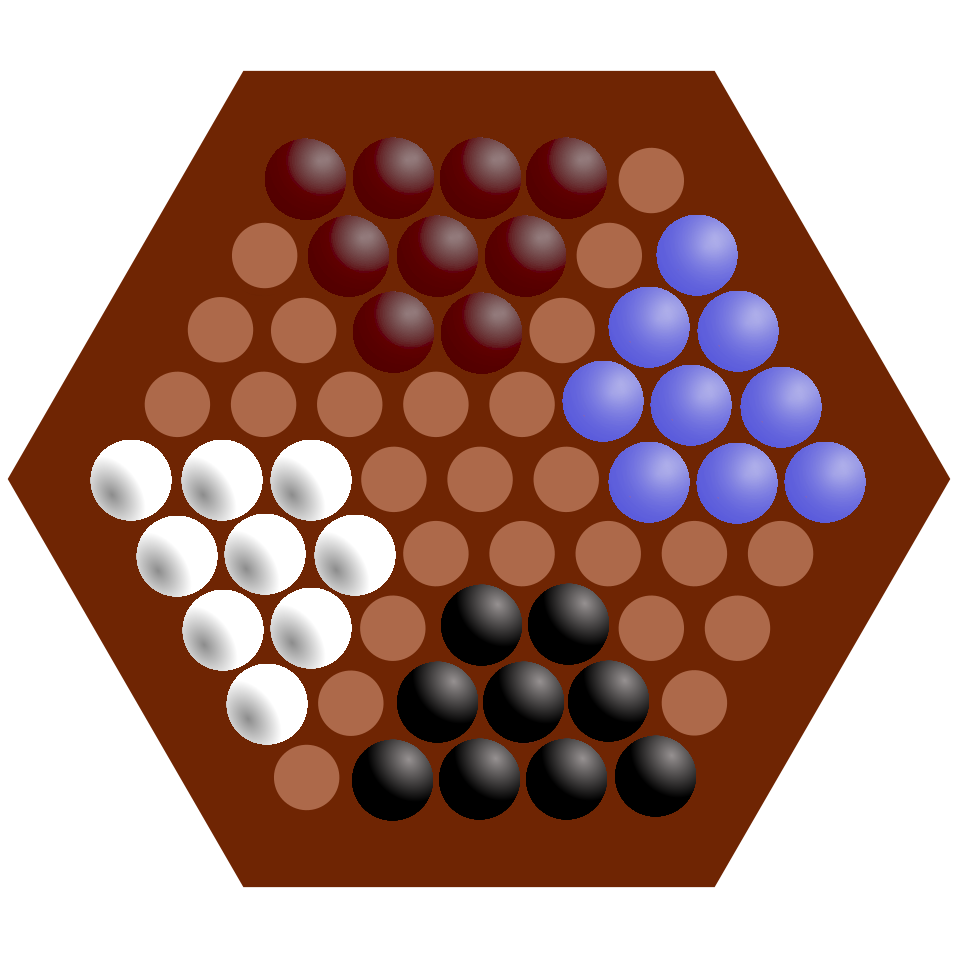
Placement pour 4 joueurs
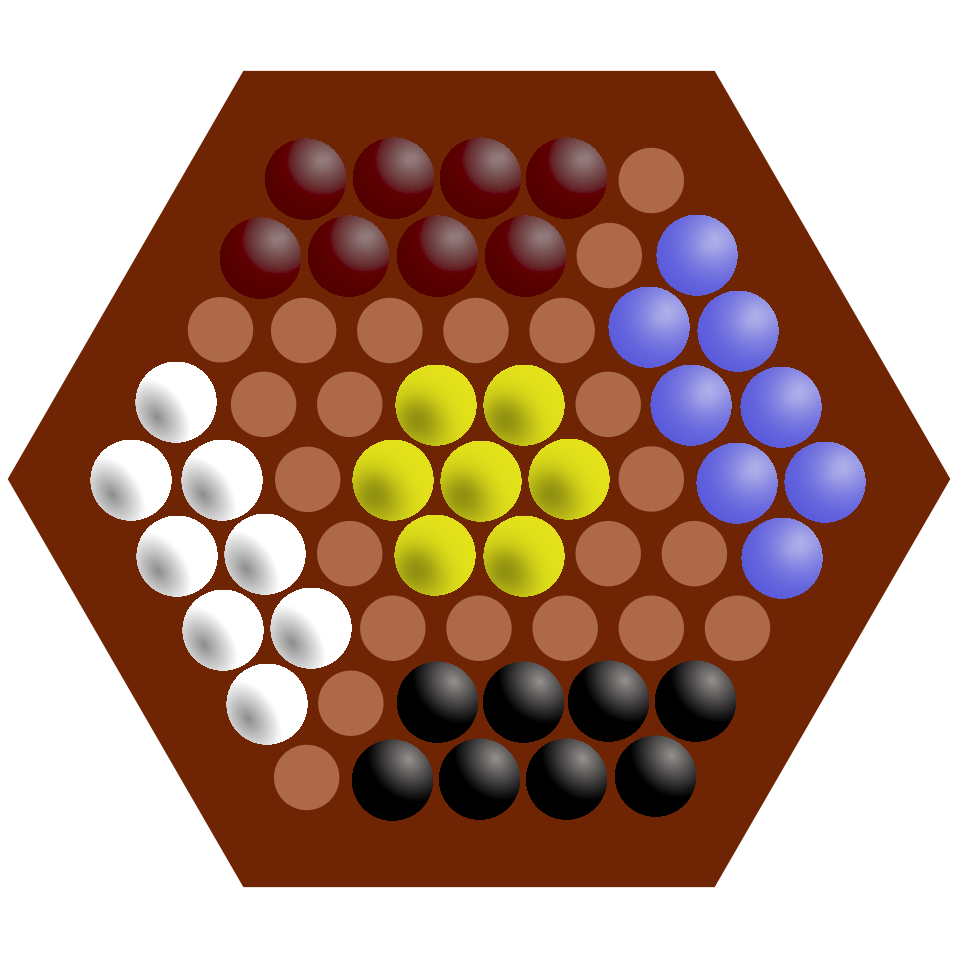
Placement déséquilibré     pour 5 joueurs
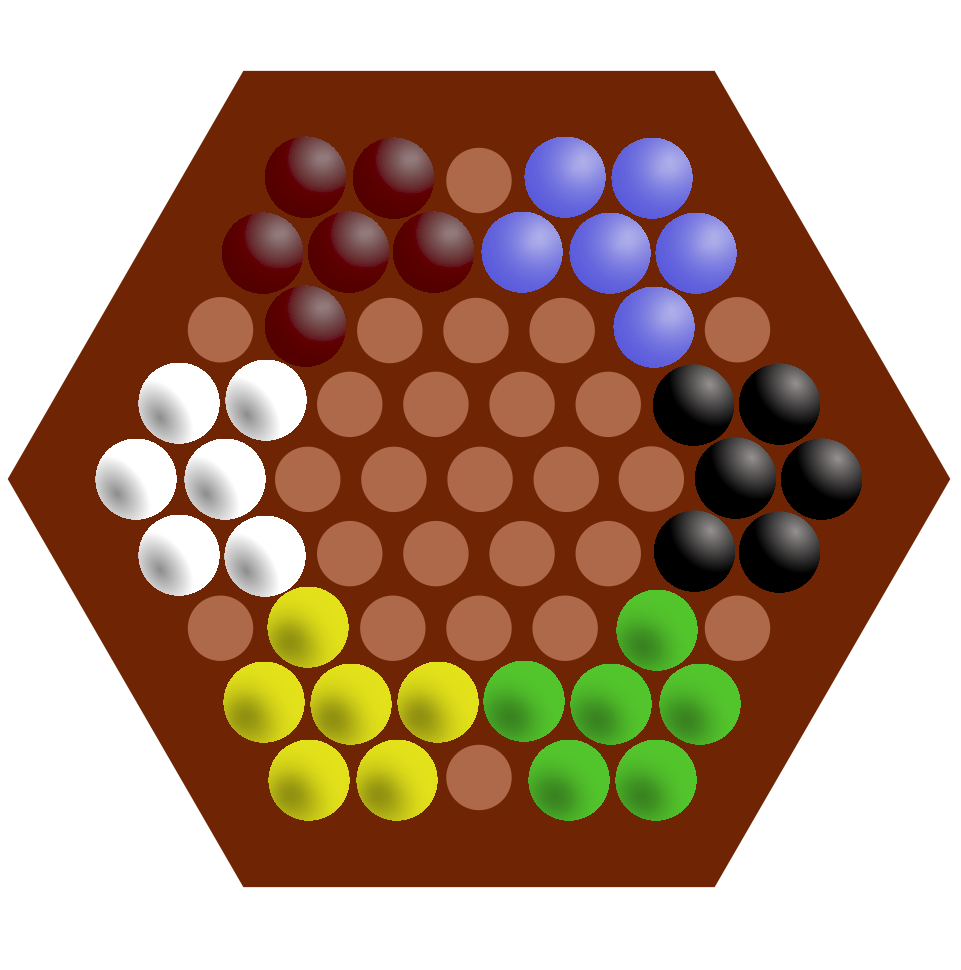
Placement pour 6 joueurs en pétales
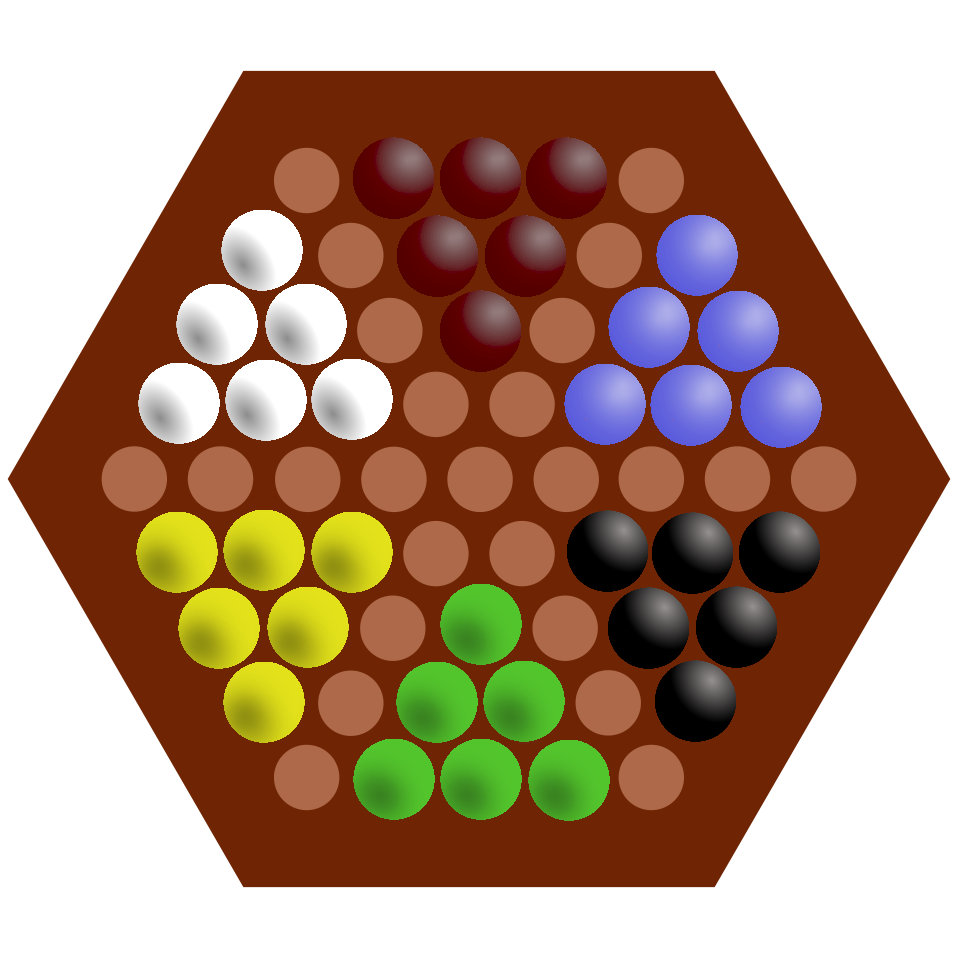
Placement pour 6 joueurs en rayons

Les différentes couleurs de l'abalone possèdent des noms officiels:
- 5000-dragon (noir)
- Sœur lumineuse (blanc)
- Mille soleil (rouge)
- Safrannelle (jaune)
- Amazone (bleu)
- Océane (vert)

### Variantes sur les règles
On peut également convenir avec l’adversaire de diverses modifications des règles du jeu, comme changer le nombre de billes à éjecter pour remporter la partie ou encore jouer avec un handicap au départ pour équilibrer le niveau des joueurs.
Certaines variations des règles peuvent être très originales, en consistant par exemple à faire tomber une bille neutre posée sur celles du camp adverse. La limite est visiblement uniquement celle de l’imagination des joueurs :
- déplacements en triangle sans sumito ;
- 4×2×1 : partie à quatre en équipe de deux, avec deux couleurs, sur un seul jeu : les joueurs ne peuvent se concerter ;
- 4×2×2 : parties à quatre en équipe de deux, deux couleurs, sur deux jeux : les joueurs tournent autour des jeux (en phase ou à contre-temps), en gardant leur côté. Les joueurs ne peuvent, idéalement, se concerter ;
- jeu multicoup : parties à deux, deux couleurs, un seul jeu : chaque joueur joue consécutivement deux coups de sa couleur, ou un coup de sa couleur et un de la couleur adverse ou inversement ou dans l’ordre voulu à chaque tour, etc. (extension à plus de deux couleurs) ;
- jeu à une seule couleur : les billes des deux joueurs sont indistinguables (idéalement, un arbitre suit la partie) ;
- position de départ aléatoire ;
- obstacles : le centre ou d’autres positions ne peuvent être jouées, aucune bille ne peut s’y trouver ;
- trous : certaines positions (le centre, par exemple) sont considérées comme zone d’expulsion (comme les bords) ;
- pivot : une bille n’appartient à aucun camp et ne peut être déplacée qu’en étant poussée — le sumito s’établit en considérant le pivot comme pièce adverse ; les joueurs conviennent si le pivot peut être éjecté ou non ;
- sprint : on limite la partie à un nombre restreint de coups (entre 20 et 30), le joueur qui a sorti le plus de billes à l’issue des coups a gagné.
- rotation: trois billes peuvent pivoter de leur centre stable sans sumito;
- départ projeté au hasard: on superpose trois billes au centre des onze billes. À GO, les joueurs projettent de leur trois doigts les billes sur le jeu. Si une d'entre elles sort du jeu, elle est comptée comme éjectée;

## La difficulté du jeu
Si les règles d’Abalone sont extrêmement simples, y jouer à un haut niveau est difficile, car :
- Abalone fait appel à des calculs de combinaisons tactiques (prévoir des coups à l’avance) ;
- Abalone fait appel à l’intelligence spatiale (il y a 3 directions de mouvement à Abalone donc 6 sens de déplacement) ;
- si l’éjection des billes est le but du jeu, créer des combinaisons pour éjecter des billes est le réflexe du débutant ;
- les joueurs experts intègrent un sens positionnel aigu qui importe tout autant que le nombre de boules éjectées par l’adversaire ;
- le nombre de coups possibles est élevé (estimé à 148 coups différents au maximum dans certaines positions).

## Abalone en compétition

### Contrôle de temps
Lorsque deux joueurs s’affrontent ils peuvent jouer sans contrôle de temps de jeu ou en fixant une limite au temps de jeu.
Habituellement, à Abalone, les joueurs chevronnés utilisant un contrôle de temps allouent un temps global à la partie pour chaque joueur et bien souvent un bonus de temps additionnel au joueur effectuant l’éjection d’une bille et ce pour chaque bille. Ce temps est le plus souvent de l’ordre de 5 à 10 % du temps total alloué.
Le temps alloué pour toute la partie à chaque joueur est de moins de 15 minutes pour les parties dites rapides, et plus de 15 pour les autres.
Dans le cas d’une partie rapide, on parle de partie en blitz, tout comme aux échecs.
Il est également assez fréquent (surtout en ligne) de limiter le temps de réflexion de chaque coup.
Si un joueur dépasse le temps qui lui est imparti, il a perdu la partie.
Certains joueurs jouent également par correspondance, à raison d’un coup par jour ou par semaine.

### Classement des joueurs
Le classement des joueurs s’effectue par la mesure de force au regard des adversaires qu’ils rencontrent. Le mode de classement utilisé est de type classement ELO.

### Les Olympiades des jeux de l’esprit
Chaque année sont organisées les Olympiades des jeux de l’esprit (Mind Sports Olympiad). Depuis 1997, une compétition est consacrée à Abalone.
Les vainqueurs successifs de cette compétition sont les suivants :
- 1997 :  Marc Tastet[2]
- 1998 :  Vojtěch Hrabal
- 1999 :  Gert Schnider
- 2000 :  Gert Schnider
- 2001 :  Thomas Fenner
- 2002 :  Jan Šťastna
- 2003 :  Stéphane Nicolet[3]
- 2004 :  Alex Borello
- 2005 :  David M. Pearce
- 2006 :  Jan Šťastna
- 2007 :  Vincent Frochot
- 2008 :  Jan Šťastna
- 2009 :  David M. Pearce
- 2010 :  Vincent Frochot
- 2011 :  Vincent Frochot
- 2012 :  David M. Pearce
- 2013 :  David M. Pearce
- 2014 :  Nicolas Fiorini
- 2015 :  Vincent Frochot
- 2016 :  Vincent Frochot[4]
- 2017 :  Vincent Frochot[5]
- 2018 :  Vincent Frochot[6]
- 2019 :  Vincent Frochot

Gert Schnider et Thomas Fenner ont participé à l’évaluation et la mise au point d’Aba-Pro. Marc Tastet a été champion du monde d’Othello et Stéphane Nicolet et Jan Šťastna sont aussi champions de la même discipline, Jan Šťastna étant aussi l’un des responsables de la fédération tchèque d’Othello.

## Programmation du jeu d’Abalone
Créer un programme qui joue à Abalone présente un certain nombre de difficultés :
- il n’existe quasiment aucune information théorique sur le jeu ;
- les joueurs forts sont rares ;
- le nombre de coups possibles, dans une position donnée, peut atteindre 148, c’est supérieur au nombre de coups possibles aux échecs. Sans atteindre la complexité combinatoire du jeu de go ou du jeu d’échecs, le nombre de coups possibles est suffisamment élevé pour mettre à mal les algorithmes de force brute habituels.
- le fait que le but du jeu soit progressif (éjection boule après boule) rend difficile la définition d’une fonction d’évaluation continue dans la mise en œuvre de l’algorithme alpha-bêta, les programmes pouvant hésiter entre l’éjection d’une bille et un avantage positionnel, ou avoir tendance, comme les débutants, à éjecter des boules le plus tôt possible dans la partie.

### Concepts mis en œuvre par les programmes
Les premiers programmes jouant à Abalone utilisaient essentiellement dans leur évaluation des positions les concepts suivants :
- connectivité (cohésion des groupes de billes) ;
- nombre de billes de chaque joueur ;
- une valeur théorique de la position des billes (les bords sont désavantageux, le centre est crucial).

Les programmes les plus récents qui jouent à Abalone mettent en œuvre un ou plusieurs des concepts suivants dans l’évaluation d’une position :
- nombre de sumitos possible, et type de sumitos comme leur influence sur le centre ou pas, la poussée vers le bord (l’idée nouvelle de MLA dans ce domaine) ;
- nombre de menaces d’éjections de billes ;
- évaluation géométrique de la position (l’idée nouvelle d’Aba-Pro dans ce domaine, l’utilisation du centre de masse respectif des groupes de billes de chaque joueur) ;
- la phase du jeu en cours et le type de position (ouverture, milieu de jeu, fin de partie, position type standard, gros avantage positionnel pour l’un des camps, etc.) ;
- nombre de groupes de billes, nombre de billes par groupe (utilisé, notamment, par Nacre).

### Programmes qui jouent à Abalone
Les trois meilleurs programmes d’Abalone sont, en 2006 : MLA, Aba-Pro et Nacre. Ces trois programmes sont issus des travaux de recherche fondamentale dans le domaine de la théorie des jeux effectués par leur auteurs.
- My Lovely Abalone (MLA), conçu par David Malek (France) : son développement a débuté fin 2003, MLA n’est parvenu à battre Aba-Pro que fin 2005. MLA, au début de son développement intégrait une évaluation de la position très similaire à Aba-Pro. MLA a battu Aba-Pro en réfutant l’évaluation de dangerosité de la position de Aba-Pro, en intégrant le dynamisme d’une position au travers de l’utilisation du nombre de sumitos comme critère complémentaire. La disponibilité d’Aba-Pro pour tester MLA a été cruciale, les programmeurs de MLA ont pu ainsi utiliser certaines des faiblesses d’Aba-Pro pour le vaincre.
- Aba-Pro, conçu par Tino Werner (Autriche) : sans conteste la première avancée significative dans le domaine. Redoutable programme, meilleur du monde de 2002 à 2005. Aba-Pro est remarquable par sa maîtrise de la combinatoire (le programme choisit ou non d’explorer les coups suivants en fonction d’une évaluation de la dangerosité de la position) et sa fonction d’évaluation (par utilisation d’une combinaison des centres de masse des groupes de billes des adversaires). Aba-Pro intègre également la prise en compte des phases de jeu (ouverture, milieu de jeu, fin de partie). Aba-Pro repose sur la maîtrise de la théorie des graphes, et d’heuristiques spécifiques au jeu d’Abalone. Aba-Pro était le sujet de thèse de ses auteurs à l’Institut de génie logiciel de l’Université Technologique de Graz (Autriche).
- Nacre, conçu par Peer Sommerlund (Danemark) : un programme fort, opposant malheureux d’Aba-Pro en 2003. Nacre utilisait, en 2003, un réseau de neurones, domaine de connaissance où Nacre a au moins égalé l’état de l’art.
- Uncle lolo's Abalone (ULA), conçu par Laurent Pagli (France). Apparu en 2011, il est un sérieux concurrent à ces trois programmes. Toutefois, aucune rencontre officielle n'a eu lieu entre ce challenger et ses trois rivaux.

Il existe d’autres programmes d’Abalone, qui ne résistent pas aux trois anciens cités plus haut, notamment :
- Abbalone 3D, Macintosh
- Jens Thiele Abalone, interface de jeu par courrier électronique
- Olivier Thill : Abalot
- Peter Tax Abalone, Macintosh
- Random Software : Abalone 1.2

Les codes sources de Abalot et Peter Tax Abalone sont disponibles sur Internet.
Ce classement est établi selon la blitz ladder list officielle des programmeurs d’Abalone publiée sur le groupe Yahoo de programmation du jeu d’Abalone (la ladder list consiste à estimer la valeur de moteurs en leur donnant une seconde par coup).
Aba-Pro et Nacre se sont, de plus, rencontrés plusieurs fois et Aba-Pro a triomphé. MLA a été reconnu meilleur par l’auteur d’Aba-Pro qui disposait d’une copie de MLA pour valider la défaite d’Aba-Pro.
Le code source de ces trois programmes n’est pas libre et n’est pas distribué. Seul Aba-Pro est disponible en téléchargement.
Les meilleurs joueurs d’Abalone parviennent à triompher de l’ensemble de ces programmes, les trois meilleurs cités plus haut compris.

### Programmes et connaissance du jeu
Lorsqu’on débute à Abalone émerge rapidement la certitude que le centre du tablier est primordial. Il en est de même pour la connectivité des billes (elles doivent être regroupées et présenter une forte cohésion). Contrairement aux jeux les plus anciens comme le jeu d’échecs, les programmes d’Abalone ont été créés avant que le jeu ne soit véritablement analysé de manière approfondie.
Depuis l’apparition d’Aba-Pro, la connaissance du jeu a progressé. Plusieurs catégories de positions ont été isolées notamment la position de witch ring (cas où les billes d’un des deux adversaires se trouvent entourées par les billes adverses).
Nacre participe activement depuis 2005, à l’analyse des positions de fin de partie, notamment la constitution de prisons (cas où une bille se trouve isolée au bord du tablier de jeu, sans possibilité de reconnexion rapide avec ses camarades de la même couleur) ou encore à la comparaison entre l’avantage matériel (le nombre de billes de supériorité) et la position.

Position de Witch ring

MLA a mis en évidence une pratique des plus forts joueurs : l’avantage positionnel est parfois aussi important que l’avantage matériel. MLA peut ainsi abandonner une ou plusieurs billes en début de partie pour obtenir un avantage positionnel déterminant.
En combinant Nacre, MLA et l’expérience de l’un des plus forts joueurs, les travaux menés en 2006 sur ces sujets ont isolé des positions où l’avantage positionnel ne parvient pas à compenser un trop gros déficit matériel (le nombre de billes est insuffisant pour parvenir à gagner). Ci-contre, un exemple de position de witch ring où l’avantage positionnel ne permet pas de compenser le désavantage numérique.
Globalement, les programmes contribuent à améliorer sensiblement le niveau de jeu, en proposant un adversaire toujours disponible et capable de battre un joueur fort. Leur capacité de calcul tactique (prévision des coups à l’avance) entraînent également les joueurs aux aspects combinatoires du jeu.

## Récompenses
- Gobelet d'or au concours des créateurs de jeux de Boulogne-Billancourt en 1988 (sous son premier nom Sumito).
- Super As d'or du festival international du jeu de Cannes 1989.
- Mensa Mind Game de New York 1990.
- As d'or de la décennie en 1998.

## Adaptations en jeux vidéo

### Sur PC en 2003
Abalone est un jeu vidéo développé et édité par GOTO.Games, sorti en 2003 en France sur PC.
Il s'agit d'une adaptation vidéoludique du jeu de société. Il en reprend les mêmes concepts et règles.

### Sur smartphones et tablettes en 2013
Abalone est un jeu vidéo développé par sppa4apps et édité par Bulkypix, sorti en 2013 en France sur iPhone, iPad et Android.
Il s'agit également d'une adaptation vidéoludique du jeu de société. Il en reprend les mêmes concepts et règles.